# Ennia Thrasylla
Ennia, door Cassius Dio Ennia Thrasylla genoemd, en Ennia Naevia bij Suetonius, was de vrouw van Quintus Naevius Sutorius Macro en een minnares van Caligula. Haar echtgenoot zou Caligula steunen bij diens aantreden als princeps en sommige meenden zelfs dat het Macro was die Tiberius zou hebben vermoord om Caligula's aantreden te versnellen. 
Onder het bewind van Caligula behield Macro aanvankelijk zijn functie. In 38 benoemde Caligula Macro echter tot praefectus Alexandreae et Aegypti, waarbij hij de in ongenade gevallen Aulus Avillius Flaccus moest opvolgen. Macro vatte dit op als een motie van wantrouwen. In plaats van naar Egypte te gaan, pleegde hij samen met zijn vrouw zelfmoord.

## Antieke bronnen
- Cassius Dio, LVIII 28.4, LIX 10.6.
- Tacitus, Annales VI 45.3.
- Suetonius, Caligula 12.2, 26.1.

## Referentie
- W. Smith, art. Ennia, in W. Smith (ed.), A dictionary of Greek and Roman biography and mythology, II, Boston, 1867, p. 17.